# (7366) Agata
Pour les articles homonymes, voir Agata.
(7366) Agata est un astéroïde de la ceinture principale.

## Description
(7366) Agata est un astéroïde de la ceinture principale. Il fut découvert le 20 octobre 1996 à Oizumi par Takao Kobayashi. Il présente une orbite caractérisée par un demi-grand axe de 3,15 UA, une excentricité de 0,14 et une inclinaison de 6,3° par rapport à l'écliptique.

## Compléments